# Свети Георги (Годиве)
Вижте пояснителната страница за други значения на Свети Георги.
„Свети Георги“ (на македонска литературна норма: „Свети Ѓорѓи“) е православна църква, разположена в село Годиве, на около 30 километра от Охрид, Северна Македония.
Разположена е на възвишение в северната част на Годиве.
Точната дата на иззиждане и изписване не е известна, но въз основа на стилистичния анализ на живописта се смята, че е от втората половина на XV век. Градена е от ломен и дялан камък с хоросан и в архитектурно отношение е идентична с църквите Св. св Константин и Елена и „Света Богородица Болничка“ в Охрид. Връзката с охридската школа се потвърждава и от присъствието на Свети Климент Охридски, който е до самия иконостас, място, което винаги е запазено за Дейсис – Страшен съд. Друга особеност на живописта е това, че в олтарното пространство на височината на цокъла, на орнаментално обработена повърхност от източната стена са изобразени фигури на двуглави орли и агне с инициалите на Христос – Добрия пастир.